# Эль-Гольфете
Эль-Гольфете (исп. Golfete Dulce) — озеро в восточной Гватемале. Площадь озера равна 62 км² (называются также число 58,559 км²), расположено оно на уровне моря. Длина Эль-Гольфете 15 км, ширина — от 3 до 5 км. Средняя глубина 4-5 метров, дно покрыто слоем ила. Максимальная глубина 20 м. Расположено в низине между горами Санта-Крус на северо-западе, горами Минас и Исидро на юге. Берег озера между Чокон-Мачакой и Чикимилильей периодически затапливается. На озере имеется четыре острова: Кватро-Кайос, Кайо-Хулио, Кайо-Гренде и Кайо-Паломо.
Через озеро протекает река Рио-Дульсе, впадающая в Гондурасский залив (Карибское море). Также в озеро впадают реки Чокон-Мачака и Тамеха.

## Климат
Среднегодовая температура в окрестностях озера составляет 27 °C, годовое количество осадков — 3600 мм.

## Природа
На побережье северо-восточной оконечности озера произрастает мангровый лес. Озеро входит в состав национального парка «Рио-Дульсе».
В озере водятся рыбы отряда сомообразные, цикласомы, центропомы, бриконы, чёрный краппи, крабы рода потамокарцинус. Отмечено обитание популяции ламантинов